# گارگین نژده (فیلم)
گارگین نژده (ارمنی: Գարեգին Նժդեհ) یک فیلم درام تاریخی و زندگی‌نامه‌ای است محصول سال ۲۰۱۳، به کارگردانی و تهیه‌کنندگی هراچیا کشیشیان و نویسندگی کریست ماناریان. نمایش افتتاحیه این فیلم در تاریخ ۲۷ و ۲۸ ژانویه ۲۰۱۳ در سینما مسکو ایروان صورت گرفت. ۲۱مین سالگرد تأسیس نیروهای مسلح ارمنستان اکران شده‌است و داستان فیلم زندگانی و فعالیت‌های نظامی ژنرال گارگین نژده، قهرمان ملی ارامنه را روایت می‌کند.

## بازیگران
| نام هنرپیشه       | در نقش               |
| ----------------- | -------------------- |
| آرتاشس آلکسانیان  | میانسالی گارگین نژده |
| روبرت هاکوبیان    | آقکیان               |
| نازنی هوهانیسیان  | هلن                  |
| شانت هوهانیسیان   | جوانی گارگین نژده    |
| چولپن خاماتووا    | یفیمه                |
| خورن لوونیان      | پوغوس تر-داوتیان     |
| یرواند ماناریان   | ایرازک               |
| آرمان ناواساردیان | داردوت               |
| ویگن استپانیان    | هوهانس دِوِچیان        |
| داویت تادئوسیان   | گابریل قورقانیان     |
| آشوت تر-ماتئوسیان | ماتئوسوف             |
| فریدا یورک        | گوهار                |
| سوفیا سارگسیان    |                      |
| آرمن مارگاریان    | واچه هوسپیان         |
| میخائیل یفرموف    | پتکو خریستوف         |